# Wurzelverb
Das Wurzelverb trägt seine Flexionsendung ohne Themavokal direkt neben der Wurzel.
Weitere Begriffe für Wurzelverben sind auch athematisches Verb oder mi-Verb.
Die Bezeichnung als athematische Verben betont die Art und Weise, in der die Präsensformen dieser Verben im Verhältnis zu anderen gebildet werden. Ursprünglich wurde die 1. Person, Einzahl, Präsens, Indikativ mit dem Suffix, d. h. der Endung, -mi gebildet. Hierauf geht der Ausdruck mi-Verben ein.
Betroffen sind bis in die frühneuhochdeutsche Literatur (ca. 1350–ca. 1650) hinein vier Verben:
- sîn = sein
- gân / gên = gehen
- stân / stên = stehen
- tuon = tun

Mitte des 17. Jahrhunderts wird lediglich noch ‚bin‘, also die 1. Person, Einzahl, Präsens, Indikativ von ‚sein‘, mit der alten Endung -n (aus -mi) gebildet. Bei allen anderen Wurzelverben erscheint diese Endung im Neuhochdeutschen, also ab etwa 1650, nicht mehr und sie geben ihre Einsilbigkeit teilweise oder ganz zu Gunsten von Zweisilbigkeit auf. (Vgl. mittelhochdeutsch tuon mit neuhochdeutsch tue, mhd. stân und nhd. stehe, mhd. gân und nhd. gehe).
Das Verb sîn= sein
Das Flexionssystem dieses Verbs wird in den germanischen Sprachen und Dialekten aus drei Wurzeln gebildet:
1. indogermanisch: *es (neuhochdeutsch: ist)
2. indogermanisch: *bheu (neuhochdeutsch: bin)
3. indogermanisch: *u̯es (neuhochdeutsch: war, gewesen)

Das Stammformen sind: sin/wësan - bim - was - warun (Partizip wird nicht belegt)
| sîn                        | Althochdeutsch |
| -------------------------- | -------------- |
| Indikativ Singular Präsens | 1.bim/-n       |
|                            | 2.bist         |
|                            | 3.ist          |
| Indikativ Plural Präsens   | 1.birum        |
|                            | 2.birut        |
|                            | 3.birum        |

| sîn                         | Althochdeutsch |
| --------------------------- | -------------- |
| Konjunktiv Singular Präsens | 1.si           |
|                             | 2.sis          |
|                             | 3.si           |
| Konjunktiv Plural Präsens   | 1.sim/-n       |
|                             | 2.sit, sint    |
|                             | 3.sin          |